# ابر (چای)
ابر (به ترکی استانبولی: Eber) یک منطقهٔ مسکونی در ترکیه است که در چای (شهر) واقع شده‌است.